# Plaxiphora kamehamehae
Plaxiphora kamehamehae är en blötdjursart som beskrevs av Ferreira och Karl Bertsch 1979. Plaxiphora kamehamehae ingår i släktet Plaxiphora och familjen Mopaliidae. Inga underarter finns listade i Catalogue of Life.